# Airds Bay
Airds Bay är en vik i Storbritannien. Den ligger i kommunen Highland och riksdelen Skottland, i den nordvästra delen av landet.
Viken är en del av den större viken Loch Creran. Landskapet är kullig med några toppar ligger ovanför 910 meter över havet (munro).